# René Blum
Pour les articles homonymes, voir Blum.
René Blum, né le 13 mars 1878 dans le 2e arrondissement de Paris et mort en septembre 1942 à Auschwitz, est un journaliste, critique d'art et directeur artistique français.
Devenu directeur de théâtre et d'opéra, il fonde, avec le colonel de Basil, à l'opéra de Monte-Carlo, les Ballets russes de Monte-Carlo.
Il est le frère de l'homme d'État Léon Blum et est marié à l'actrice Josette France dont il a un enfant, Claude-René dit Minouchou.

## Biographie

### Journaliste et critique d'art

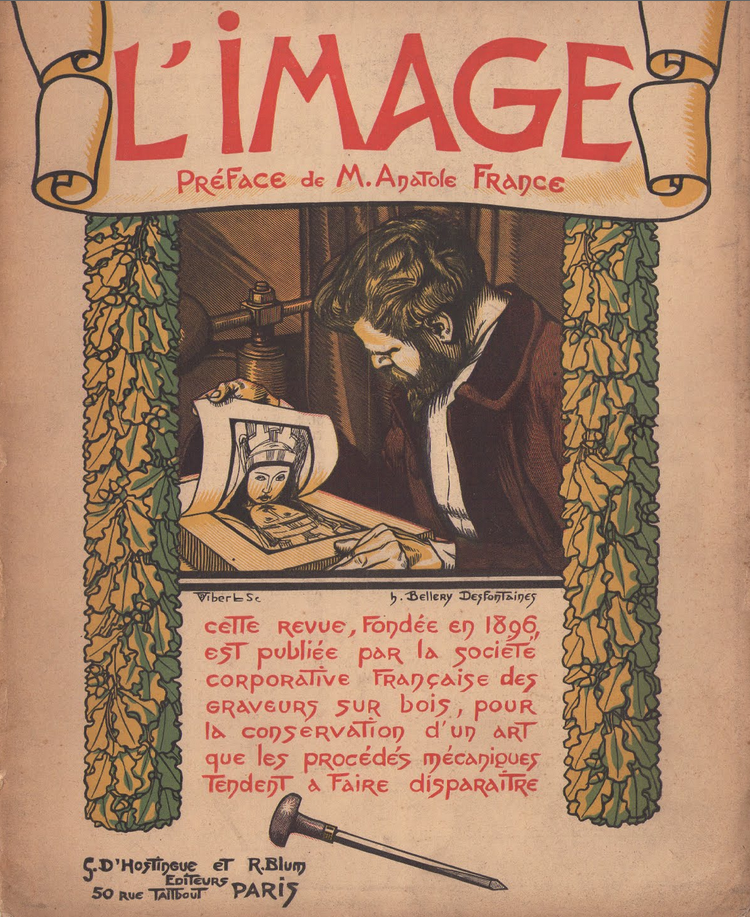
Projet pour L'Image (1904) par Vibert et Bellery-Desfontaines.

René Blum, frère cadet de Léon Blum, naît dans une famille bourgeoise d'origine juive alsacienne. Il devient journaliste et critique d'art au journal Gil Blas,. En septembre 1903, il reprend le titre L'Art décoratif pour tous à Schwarz, et l'édite avec G. d'Hostingue jusqu'en 1904. Avec ce dernier, il tente de relancer la même année la revue L'Image mais sans succès.
Il participe à faire découvrir des peintres d'avant-garde, préfaçant par exemple le catalogue de la 2e exposition de la Société normande de peinture moderne en novembre 1911.
Il réussit à faire publier — à compte d'auteur —, chez Grasset, le roman Du côté de chez Swann, refusé par d'autres éditeurs, de son ami de jeunesse Marcel Proust , qui, inconnu à l'époque, en 1913, n'avait publié qu'un recueil de poèmes et une traduction,. Il contribue au succès de l'Exposition internationale des Arts décoratifs et industriels modernes de 1925. Il préside le premier ciné-club de France,. En 1931, il écrit une pièce de théâtre, Les Amours du poète, qui n'obtient pas un grand succès,.

### Directeur artistique
En 1926, la Société des grands établissements (ancêtre des groupes Partouche et Barrière) fait appel à lui comme directeur artistique des casinos. À ce titre, René Blum organise les saisons du Touquet (cela représente, à l'époque, 120 spectacles, en quatre mois que dure la saison, opéras, opérettes, comédies, ballets, music-hall, cinéma, etc.). Il programme des œuvres nouvelles et une nouvelle mise en scène de Pelléas et Mélisande de Debussy (en 1928) et fait venir des grands noms de l'opéra, de l'opéra comique et des ballets de Moscou. L'année 1929 est le point culminant des Années Folles, René Blum fait jouer cette année-là au Touquet de très nombreux spectacles, dont les opéras : Tristan et Iseut, Roméo et Juliette, Les Contes d'Hoffmann, Manon Lescaut, La Peau de chagrin, Pelléas et Mélisande, La Habarena, Carmosino, Tosca, etc.

### Directeur de théâtre et d'opéra

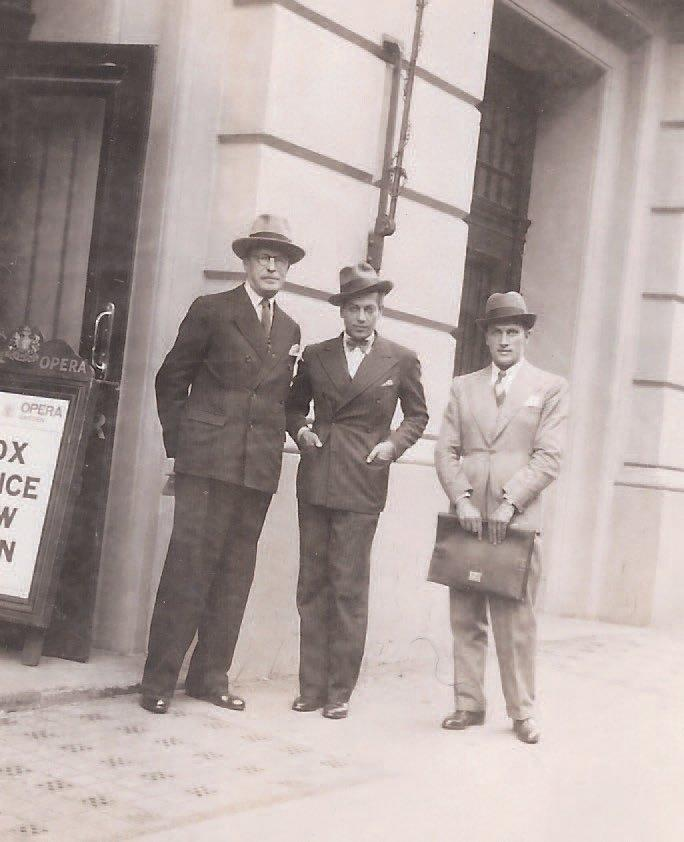
René Blum, à gauche, et Serge Lifar, au centre, devant le Royal Opera House à Londres en 1938.

René Blum est engagé par le prince Louis II de Monaco comme directeur du théâtre de Monte-Carlo. De 1924 à 1929 il fait débuter, entre autres, Michel Simon et Louis Jouvet,. En 1932, il succède à Diaghilev en reprenant la saison de ballets de ce théâtre. Avec le colonel de Basil, il fonde une troupe permanente, les Ballets russes de Monte-Carlo, qu'il dirige seul à partir de 1936 sous l'appellation des Ballets de Monte-Carlo. Comme Diaghilev, il fait appel aux meilleurs chorégraphes et aux plus grands peintres et présente les grands succès des Ballets russes et des pièces de Balanchine, Massine et Fokine. Sa troupe devient l'une des plus célèbres du monde, et se produit régulièrement en Europe et aux États-Unis.

### Déportation
Au début de la Seconde Guerre mondiale, René Blum se replie à Hendaye en juin 1940. Puis il annonce qu'il rentre à Paris au lieu de rejoindre New York où l'attend sa troupe : pour lui, comme pour son frère, quitter la France paraît une désertion : « Mais tu te jettes dans la gueule du loup ! lui dit Marcel Pagnol. Et si les Allemands te tuent ? Ce serait absurde, répond-il, car Goethe et Wagner perdront un bon serviteur ! »,. 
René Blum est arrêté à son domicile parisien le 12 décembre 1941, dans la rafle dite « des notables », en même temps qu’un millier de notables et d’intellectuels d’origine juive,, lors des premières rafles antijuives de la gendarmerie et de la police allemande par représailles contre des attentats. Le 13 décembre 1941, il est envoyé au camp de Royallieu-Compiègne, puis il est interné au camp de Pithiviers et ensuite à Drancy d'où il est déporté le 23 septembre 1942, au camp d'Auschwitz. Sur la liste des déportés, son nom est marqué d'une croix rouge, et un télégramme a averti les autorités du camp de sa présence dans le convoi. Dès son arrivée, il est séparé des autres déportés, torturé et tué. Selon une autre source, dès sa descente du train à Birkenau un gradé SS aurait hurlé « Où est le Juif René Blum ? » et il aurait été emmené en voiture vers une destination inconnue ; selon le témoignage d'un rescapé, il aurait été conduit directement par les SS dans l'un des fours crématoires et brûlé vif.
Peu avant son arrestation, il avait envoyé ses Mémoires à son éditeur ; le manuscrit n’a jamais été retrouvé.

## Publications

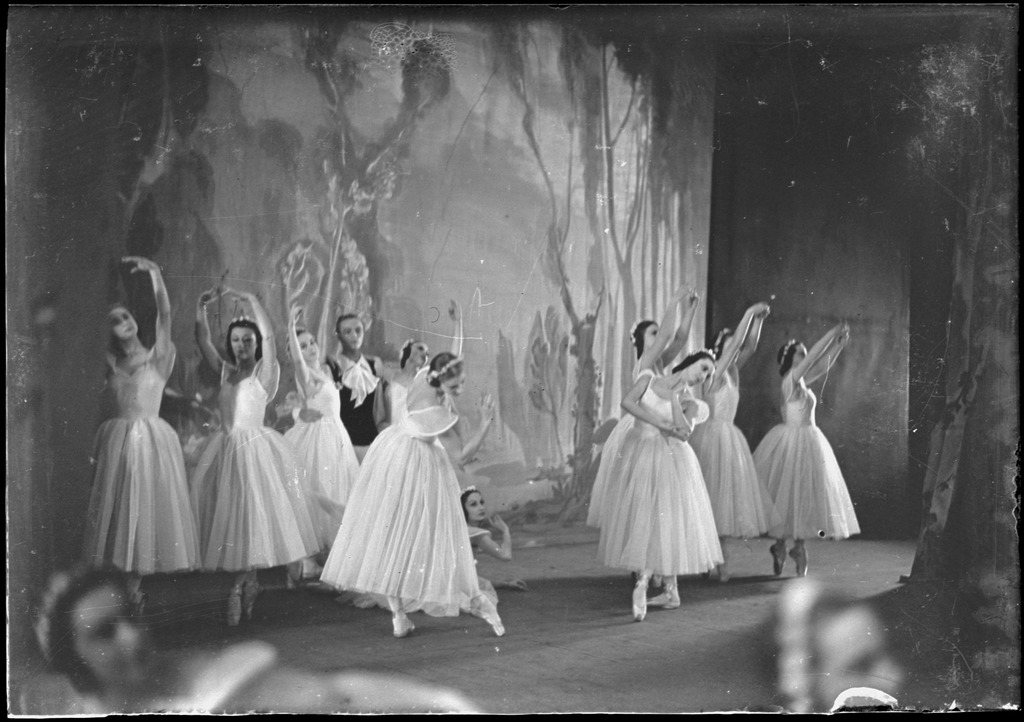
Les ballets russes en tournée australienne sous la direction de René Blum, entre 1936-1940.

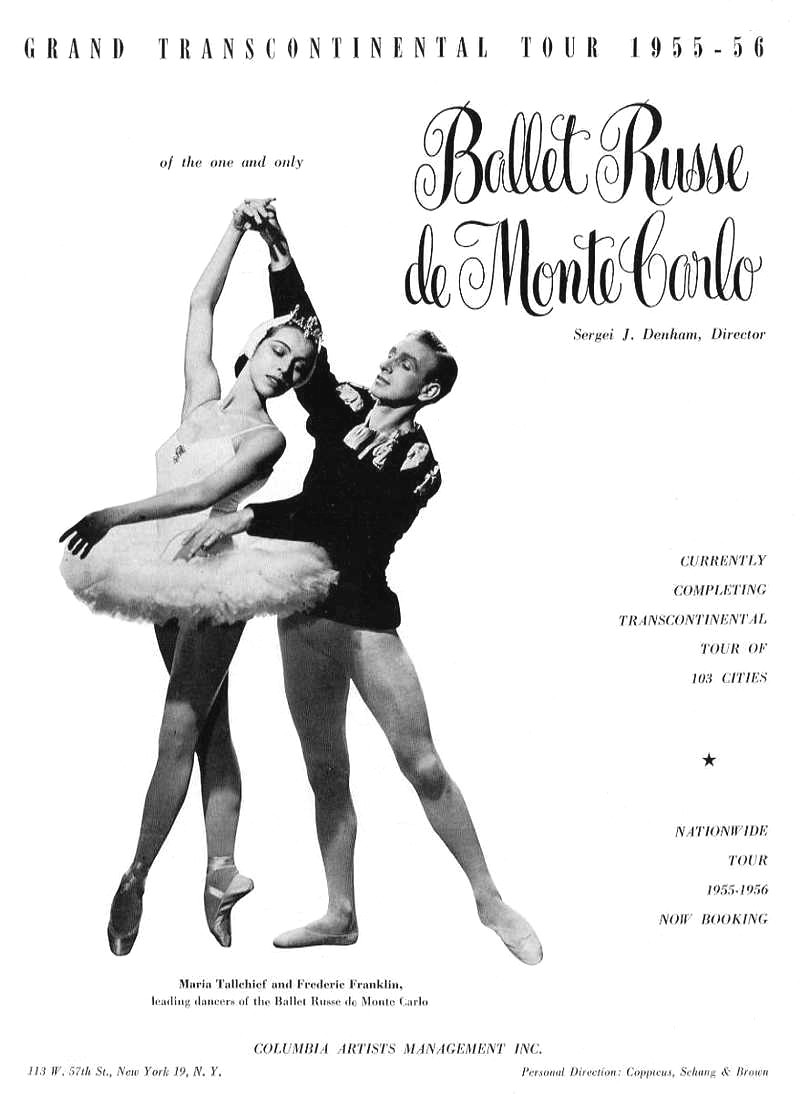
Le Ballet russe de Monte Carlo a survécu à son créateur, affiche de 1955.

- Notre enquête. Le Droit d'adaptation, Paris, 1912 — hors-texte du Gil Blas.
- Préface à Mathilde et ses mitaines de Tristan Bernard, Paris, Albin Michel, 1929.
- Georges Courteline, Monaco, Société de conférences, 23 décembre 1929.
- Les Amours du poète : comédie musicale en cinq actes avec Georges Delaquys, Paris, Imprimerie de L'Illustration, 1932.